# Federação de Futebol do Estado de Rondônia
A Federação de Futebol do Estado de Rondônia é a entidade que regulamenta o esporte no Estado de Rondônia e representa os clubes rondonienses na CBF. Teve origem na Federação de Desportos do Guaporé (antigo nome do Estado) em 1944.

## Competições organizadas
| Competição                                     | Edição atual | Última edição | Atual campeão           |
| ---------------------------------------------- | ------------ | ------------- | ----------------------- |
| Campeonato Rondoninense de Futebol             | 2025         | 2024          | Porto Velho (4º título) |
| Campeonato Rondoniense de Futebol - 2ª Divisão | 2024         | 2024          | Guaporé (1º título)     |
| Campeonato Rondoniense Sub-20                  | 2023         | 2022          | Rondoniense (1º título) |
| Campeonato Rondoniense Sub-17                  | 2021         | 2021          | Sant German (1º título) |
| Campeonato Rondoniense de Futebol Feminino     | 2022         | 2023          | Porto Velho (2º título) |

## Equipes
- Ariquemes
- Barcelona-RO
- Espigão
- Genus
- Guajará
- Guaporé
- Ji-Paraná
- Morumbi Rondoniense
- Pimentense
- Porto Velho
- Real Ariquemes
- Rolim de Moura
- Rondoniense
- União Cacoalense
- Vilhena
- Vilhenense

## Participações
- Participações de clubes no Campeonato Rondoniense de Futebol